# 平治物語

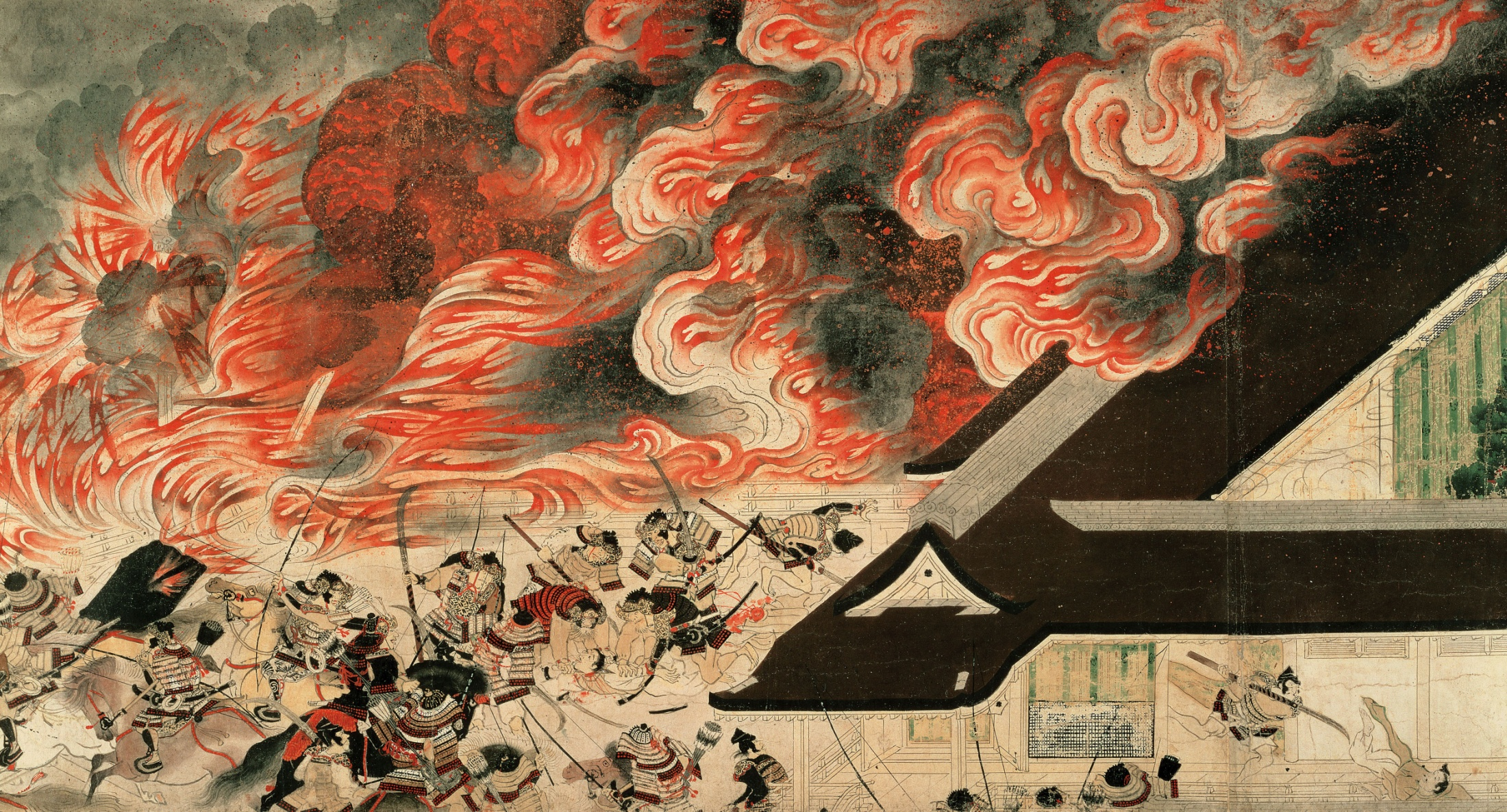
平治物語繪卷

平治物語是成书于日本镰仓时代的軍記物語，作者不详。3卷。以平治之乱為題材的作品。

## 平治物語繪卷
平治物語繪卷是日本镰仓时代的艺术作品，是《平治物語》为題材的繪卷作品。 

## 外部連結
- 维基共享资源上的相關多媒體資源：平治物語